# Fredersdorf (Fredersdorf-Vogelsdorf)
Fredersdorf è una frazione del comune tedesco di Fredersdorf-Vogelsdorf, nel Land del Brandeburgo.

## Storia
Nel 1993 il comune di Fredersdorf venne soppresso e fuso con il limitrofo comune di Vogelsdorf, formando il nuovo comune di Fredersdorf-Vogelsdorf.